# Alma (Syria)
Alma (arab. علما) – miejscowość w Syrii, w muhafazie Dara. W 2004 roku liczyła 6297 mieszkańców.